# TT19
| i | mn · n | ms | s |

| i | mn · n | ms | s |

TT19 (Theban Tomb 19) è la sigla che identifica una delle Tombe dei Nobili ubicate nell’area della cosiddetta Necropoli Tebana, sulla sponda occidentale del Nilo dinanzi alla città di Luxor, in Egitto. Destinata a sepolture di nobili e funzionari connessi alle case regnanti, specie del Nuovo Regno, l'area venne sfruttata, come necropoli, fin dall'Antico Regno e, successivamente, sino al periodo Saitico (con la XXVI dinastia) e Tolemaico.

## Titolare
TT19 Era la tomba di:
| Titolare | Titolo                                         | Necropoli       | Dinastia/Periodo | Note |
| -------- | ---------------------------------------------- | --------------- | ---------------- | --- |
| Amenmose | Primo profeta del cortile esterno di Amenhotep | Dra Abu el-Naga | XX dinastia      | ai piedi della collina settentrionale, a sud della TT18 e a breve distanza a nord-est delle TT13 e TT14 |

## Biografia
La moglie di Amenmose, Iuy, era Cantatrice di Amon-Ra in Karnak e Capo dell'harem di Amenhotep. Nei dipinti parietali sono rappresentati anche i figli della coppia, Beknai, prete "wab" e lettore nel tempio di Amenhotep I, e Panefernekhu, rappresentato nell'atto di eseguire il cerimoniale dell'apertura della bocca.

## La tomba

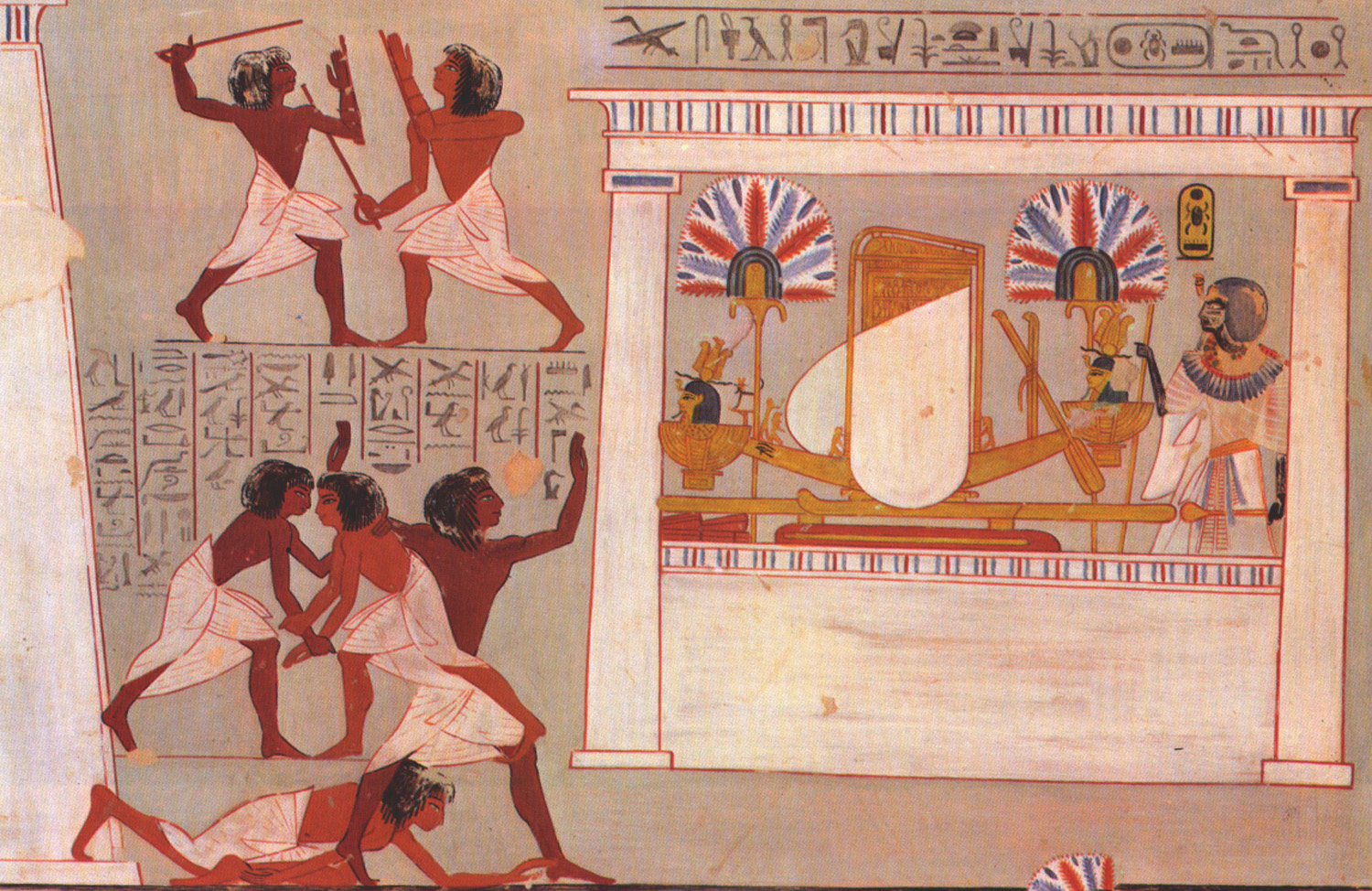
Tomba TT19

Ad un corridoio di accesso, sulle cui pareti (1 in planimetria) si trovano liste di offerte e immagini del defunto e della moglie, segue una camera trasversale con scene (2-3) di festeggiamenti in onore di Amenhotep I e sua madre, la regina Ahmose Nefertari. In altre scene, alcune molto danneggiate, la processione funebre con uomini che trainano il sarcofago, la barca di Mut e Amon-Ra rimorchiata in un canale; la statua di Amenhotep I e della regina Ahmose Nefertari all'interno di una barca sacra trasportata da preti.
Di particolare interesse, una scena (4) in cui il re Amenhotep e un prete sono dinanzi a due file di re e regine; la lista dei re rappresentati acquista importanza poiché si tratta di re della XVIII dinastia e dell'inizio della XIX, ma sono omessi i re amarniani. L'ordine in cui sono riportati è il seguente:
- Nebhepetre, Ahmose I
- Amenhotep I
- Akheperkare (Thutmosi I)
- Akheperenre  (Thutmosi II)
- Menkheperre (Thutmosi III)
- Akheprure (Amenhotep II)
- Menkheprure (Thutmosi IV)
- Nebmare  (Amenhotep III)
- Djoserkheprure Setepenre (Horemheb)
- Menpehtyre (Ramses I)
- Men-maat-ra (Seti I)

Su altre pareti (5) brani del Libro delle Porte e scene della cerimonia funebre, il dio Horus che presenta il defunto a Osiride e a Iside alata e, su tre registri sovrapposti, tre preti che officiano sulla mummia del defunto; poco oltre (6) il defunto, la moglie e il figlio Beknay che incensano e offrono libagioni a Ra-Horakhti, Atum, Amenhotep I, Hathor e alla Dea dell'Occidente (Mertseger). Poco oltre (7), la statua del re Amenhotep I su un palanchino acclamata da preti e sacerdotesse con sistri e tamburelli mentre uomini preparano cibi e libagioni e (8) preti in offertorio al defunto e alla moglie.

### Annotazioni
1. ↑  La numerazione dei locali e delle pareti segue quella di Porter e Moss 1927, p. 30.
2. ↑  La prima numerazione delle tombe, dalla numero 1 alla 253, risale al 1913 con l’edizione del "Topographical Catalogue of the Private Tombs of Thebes" di Alan Gardiner e Arthur Weigall. Le tombe erano numerate in ordine di scoperta e non geografico; ugualmente in ordine cronologico di scoperta sono le tombe dalla 253 in poi.
3. ↑  I campi della Duat, ovvero l'aldilà egizio, si trovavano, secondo le credenze, proprio sulla riva occidentale del grande fiume.
4. ↑  Nella sua epoca di utilizzo, l'area era nota come "Quella di fronte al suo Signore" (con riferimento alla riva orientale, dove si trovavano le strutture dei Palazzi di residenza dei re e i templi dei principali dei) o, più semplicemente, "Occidente di Tebe".
5. ↑  le Tombe dei Nobili, benché raggruppate in un'unica area, sono di fatto distribuite su più necropoli distinte.
6. ↑  Le note, sovente di inquadramento topografico della tomba, sono tratte dal "Topographical Catalogue" di Gardiner e Weigall, ed. 1913 e fanno perciò riferimento alla situazione dell'epoca.
7. ↑  I preti "wab", ma anche "uab", o "uebu", appartenevano al basso clero ed erano incaricati della manutenzione degli strumenti del culto e degli oggetti comunque ad esso connessi. A loro competeva il lavacro e l'abbigliamento giornaliero della statua del dio presso cui operavano e a loro competeva il trasporto della statua del dio (generalmente su una barca sacra) durante le cerimonie. Erano gerarchicamente sottoposti ad un "grande prete wab" cui competevano le operazioni giornaliere di culto della divinità.
8. ↑  Era compito dei preti "lettori" l'organizzazione delle cerimonie e la recitazione ad alta voce, durante le cerimonie sacre, degli inni previsti. Proprio per tale conoscenza delle invocazioni giuste e corrette, i "lettori" venivano considerati detentori di poteri magici.
9. ↑  Vengono indicati come re "amarniani" quelli che regnarono, durante il periodo della cosiddetta "eresia amarniana", dalla città di Akhetaton fatta costruire appositamente dal faraone Akhenaton che tentò il passaggio dal politeismo all'enoteismo del dio Aton. Nell'ordine: Amenhotep IV/Akhenaton; Smenkhara; Tutankhamon; Ay. La progressione al trono riprende, nell'elenco, con Horemheb che si dichiarò diretto successore di Amenhotep III obliando i nomi dei suoi predecessori .

### Fonti
1. ↑  Porter e Moss 1927,  pp. 32-33.
2. ↑  Gardiner e Weigall 1913.
3. ↑  Donadoni 1999,  p. 115.
4. ↑  Porter e Moss 1927,  pp. 34-35.
5. ↑  Porter e Moss 1927,  pp. 32-34.